# 황해 방언
황해도 방언(黃海道方言)은 구 황해도 지방인 황해남도, 황해북도 및 백령도·연평도 등 서해 5도에서 주로 사용하는 사투리이다. 기존의 여러 방언 관련 연구에서 황해도 방언은 경기 방언(영서 방언 포함), 충청 방언과 함께 중부 방언이라는 한 테두리로 묶였다. 한편, 황해도 방언은 경기 방언과 서북 방언의 점이지대(漸移地帶) 성격을 띈다.

## 음운
황해도 사투리는 특히 음운 체계에서 경기 방언과 대체로 일치하지만 일부에서 차이를 보이며, 단모음은 경기 방언의 10가지 중 ㅟ를 제외한 9개가 있다. 이중 모음이 있기는 하지만 단모음으로 변한 형태로 변화된 단어가 주로 쓰인다.

## 어휘
어휘는 경기 방언보다 서북 방언과 더 유사점을 보인다.